# تیم (ترانه)
«تیم» (به انگلیسی: Team) تک‌آهنگی از هنرمند اهل نیوزیلند لرد است.
این تک‌آهنگ در چارت‌های ، نیوزلند، جزو ده ترانه اول قرار گرفت.